# Spike Lee
Shelton Jackson Lee (født 20. marts 1957 i Atlanta, Georgia), bedre kendt som Spike Lee, er en amerikansk film- og tv-instruktør, producent og skuespiller. Hans film har undersøgt raceproblemer, mediernes rolle i det moderne liv, kriminalitet, fattigdom, og andre politiske spørgsmål. Han blev nomineret til en Oscar for bedste originale manuskript for filmen Do the Right Thing, og i 1997 blev hans dokumentarfilm 4 Little Girls også nomineret til en Oscar. Andre kendte film er Jungle Fever, Malcolm X, Clockers, 25th Hour og Inside Man. 

## Tidlig karriere
Spike Lee blev født i Atlanta, Georgia, som søn af lærerinden Jacqueline Shelton og jazzmusikeren William James Edward Lee III. Som barn flyttede han med sin familie til Brooklyn, New York, hvor også mange af hans senere film foregår. Navnet ”Spike” var egentlig et kælenavn, som han fik af sin mor, men han har senere taget det til sig som kunstnernavn. Han gik på John Dewey High School i Brooklyn og senere på Morehouse College, hvor han lavede sin første film som skoleprojekt. Sideløbende tog han filmkurser ved Clark Atlanta University, og han afsluttede Morehouse College med en bachelor indenfor massekommunikation, og overbyggede i 1978 med en master-grad fra New York University indenfor film og tv. 
Lees første længere film, Joe's Bed-Stuy Barbershop: We Cut Heads fra 1983, blev den første skole-film, der blev vist ved Lincoln Centers filmfestival for nye instruktører, hvilket var et kæmpe skulderklap til den unge instruktør. På denne tid var der ikke mange professionelle sorte instruktører i amerikansk film, og det var rigtigt svært for mange at bryde igennem til et bredere publikum. I 1985 begyndte Lee at arbejde på sin første spillefilm, She's Gotta Have It. Det var en romantisk komedie, med et meget lavt budget. Filmen blev indspillet på kun to uger, og Lee spillede selv rollen som Mars Blackmon. Den kostede 175.000 dollars at lave, men da den blev udsendt det efterfølgende år blev den godt modtaget, og indtjente over 7 millioner dollars alene i USA.
Den meget positive modtagelse af She's Gotta Have It var med til at åbne døre for Lee indenfor reklamebranchen. Således fik han et tilbud fra sportsfirmaet Nike, om at instruere reklamer for virksomheden med basketballspilleren Michael Jordan. Et tilbud Lee takkede ja til. Projektet kom dog ikke til at gå helt glat, og blev fulgt op af flere kontroverser. På trods af dét, har Lee bl.a. instrueret reklamer for Converse, Jaguar, Taco Bell og Ben & Jerry's. Lees næste filmprojekt blev det musikalske drama School Daze fra 1988. Filmen havde bl.a. Laurence Fishburne på rollelisten og var delvist inspireret af Lees oplevelser på Morehouse College i Atlanta og på Clark Atlanta University.

## Succes
Det helt store gennembrud kom i 1989 med Do the Right Thing, som blev skrevet, produceret og instrueret af Lee, samtidig med at han spillede hovedrollen som Mookie. Filmen handler om en racemæssig konflikt i det multietniske samfund i Bedford-Stuyvesant, et kvarter i Brooklyn, New York, på en rigtig varm sommerdag. Filmen blev godt modtaget, og blev nomineret til to Oscars; Lee for bedste manuskript og Danny Aiello for bedste mandlige birolle. Filmen var endnu engang løst baseret på Lees egen barndom. Som han har fortalt i et interview, var hans familie den første sorte familie til at flytte ind i Cobble Hill, som ellers kun var beboet af italienere. ”The first day they called us niggers. But after that, it was cool”. I Do the Right Thing er racekonflikten også mellem sorte og italienere, som ellers nemt har kunnet bo i samme kvarter, indtil den ulidelige varme sætter sindene i kog. Filmen blev ikke nomineret til en Oscar i kategorien "bedste film", hvilket for mange syntes som en politisk beslutning. Således sagde skuespillerinden Kim Basinger fra scenen: "The best film of the year is not even nominated, and it’s Do the Right Thing". I stedet blev det Driving Miss Daisy, som vandt den eftertragtede pris. Eller ’Driving Miss Motherfucking Daisy’ som Lee selv omtaler den. Også en film om forholdet mellem hvide og sorte, men set ud fra et hvidt perspektiv, og med en politisk vinkel, som lå fjernt fra Lees kontroversielle film. Lee havde oprindeligt ønsket Robert De Niro som pizzeria-ejeren Sal, men da han ikke kunne, tilfaldt rollen i stedet Danny Aiello. Titlen stammer for øvrigt fra et Malcolm X-citat: "You've got to do the right thing." 
Året efter indledte Lee sit samarbejde med Denzel Washington med musikfilmen Mo' Better Blues. Historien var om den fiktive musiker, trompetisten Bleek Gilliam. Om dennes liv og karrieres op- og nedture set fra et sort perspektiv. Spørgsmålet om race og problematikken omkring kærlighed mellem racer er emnet i Jungle Fever fra 1991. Wesley Snipes spiller hovedrollen, mens skuespillerinden Halle Berry fik sin spillefilmdebut som hårdt medtaget junkie. Lee havde længe drømt om at lave en film om det sorte ikon Malcolm X i filmen af samme navn. Det gik han i gang med nu, og Denzel Washington skulle spille hovedrollen som den karismatiske aktivist og menneskerettighedsforkæmper. Warner Bros. skulle producere filmen, men ville ikke give Lee de penge, han bad om, da de havde modvilje mod at finansiere sort-tema materiale i stor målestok. Og en stor produktion var, hvad der var tale om. Hidtil havde Lees projekter primært været lavbudgets film, men Malcolm X skulle være en stort opsat helaftensfilm. Warner tilbød 20 millioner dollars, samt 8 millioner fra Largo Entertainment for udenlandske rettigheder. Men bl.a. fordi det var dyrt at føre kulisser og omgivelser tilbage til 1950'erne og 1960'erne, gik filmen hurtigt over budget. Lee smed hurtigt sit eget salær i filmen, men det var ikke nok, og projektet var tæt på at falde til jorden. Sluttelig gik han til offentligheden, og fik kendte afroamerikanere til at hjælpe med økonomien. Oprah Winfrey, Michael Jordan og Bill Cosby var blot nogle af de kendte, som støttede filmen. Filmen var længe undervejs og fik megen omtale. Den blev bl.a. den første ikke-dokumentarfilm, som fik lov at optage i den hellige by Mekka. Da filmen langt om længe blev udsendt, blev den også godt modtaget, og Denzel Washington fik en Oscar-nominering for sit portræt af Malcolm X. 
Lidt som om Lee var blevet skræmt af storfilm og kæmpebudgetter, søgte han de følgende år tilbage til mindre produktioner. Først med drama komedien Crooklyn om en sort familie med fem børn i 1970'ernes Brooklyn, og efterfølgende med kriminalfilmen Clockers fra 1995. I sidstnævnte spiller Harvey Keitel og John Turturro to betjente, Klein og Mazilli, som skal opklare et overlagt mord i Brooklyn. Delroy Lindo spiller gangster-bagmanden Rodney Little, som sørger for at opklaringen ikke bliver alt for nem, mens Mekhi Phifer debuterer i hovedrollen som Ronald 'Strike' Dunham. Martin Scorsese var oprindeligt tiltænkt rollen som instruktør, men da han i stedet fik muligheden for at lave Casino, spurgte han Spike Lee, om ikke han ville lave filmen. Det ville han, dog med et lidt andet perspektiv end det oprindelige Scorsese-projekt. Politibetjenten Rocco Klein var egentlig historiens hovedperson, men i Lees version blev hovedpersonen i stedet den sorte Strike. I 1993 blev Spike Lee gift med Tonya Lewis Lee. De er stadig gift og har to børn sammen. De næste film blev ikke så store succeser, indtil i 1997, hvor Lee instruerede dokumentarfilmen 4 Little Girls om et terroristangreb på en afroamerikansk kirke. Filmen blev nomineret til en Oscar for bedste dokumentarfilm. 

## Spike Lee op til i dag
I 1998 lavede Lee filmen He Got Game, om den fængslede Jake Shuttlesworth (Denzel Washington), som får en løsladelse stillet i sigte, hvis han kan overtale sin søn, en dygtig basketball-spiller, til at vælge et bestemt universitet. Jakes søn Jesus bliver spillet af den virkelige basketball-stjerne Ray Allen. Filmen fik blandede, men overvejende gode, anmeldelser. I slutningen af 1990'erne og også i det nye årtusinde har Lee lavet flere dokumentar- og musikfilm, hvoraf mange har været lavet direkte til tv. I 1999 lavede han krimien Summer of Sam, som på overfladen handler om en virkelig massemorder, der var på spil i New York City i sommeren 1977, men som reelt handler om både lykkelig og ulykkelig kærlighed. Adrien Brody spiller rollen som Richie, der grundet sit unormale udseende som punker, tiltrækker sig megen opmærksomhed og vækker omgivelsernes mistanke til ham. 
Lee har til alle tider forsøgt at lave sort filmkunst, men til et bredere publikum. Langt de fleste af hans film, spillefilm såvel som dokumentarfilm, undersøger spændingsfelter mellem racer, men med et mål om også at fange et hvidt publikum. I 2002-filmen 25th Hour var al snak om raceproblemer dog forsvundet, for i stedet at fortælle historien om Monty Brogan, spillet af Edward Norton, som har én dag tilbage i frihed, indtil han skal i fængsel og afsone en længere straf. Philip Seymour Hoffman spiller vennen Jacob som heller ikke er helt uden problemer trods sit gode job som underviser i engelsk. I 2006 havde Lee endnu engang Denzel Washington øverst på rollelisten i krimi-thrilleren Inside Man. Inside Man er en utraditionel kupfilm, hvor publikum ikke helt ved, hvad der foregår. Det gør Detective Keith Frazier (Washington) heller ikke helt, mens Dalton Russell (Clive Owen) forsøger at fuldføre et perfekt tilrettelagt røveri. Jodie Foster, Christopher Plummer og Willem Dafoe er også med i filmen. De seneste år har Lee lavet flere projekter direkte til tv, men i 2008 fik han også tid til at lave krigsfilmen Miraklet ved Skt. Anna. Den udspiller sig i 1944 i Italien, og fortæller historien om fire sorte amerikanske soldater, der bliver fanget i en toscansk landsby under anden Verdenskrig. Lee har altid flere projekter i produktion. For øjeblikket drejer det sig om en dokumentarfilm om New Orleans efter orkanen Katrina, samt en efterfølger til Inside Man, endnu engang med Denzel Washington og Clive Owen. 

## Trivia
- Er fan af det engelske fodboldhold Arsenal, og er gode venner med den tidligere spiller Thierry Henry.
- Bruger ofte en speciel teknik kaldet "double dolly." Det er hvor både kamera og subjekt er placeret på en dolly og bliver skubbet gennem scenen. Dette skaber en illusion om, at personen nærmest flyder eller glider.
- Har instrueret musikvideoen til Michael Jacksons "They Don't Care About Us".
- Medvirker som skuespiller i mange af sine egne film.
- Har en række skuespillere som han ofte bruger. De mest kendte er John Turturro, Samuel L. Jackson, Delroy Lindo og Denzel Washington.
- Hans film bliver altid kaldt "A Spike Lee Joint"
- Har aldrig lært at køre bil.
- Bruger ofte familiemedlemmer som skuespillere i sine film, særligt i begyndelsen af sin karriere.
- Var medlem af juryen ved Venedig Filmfestival i 2004.
- Hans favoritfilm er The Deer Hunter.

## Filmografi
- Da Sweet Blood of Jesus (2014)
- Miraklet ved Skt. Anna – Miracle at St. Anna (2008)
- Inside Man (2006)
- She Hate Me (2004)
- 25th Hour (2002)
- Bamboozled (2000)
- The Original Kings of Comedy (2000) (Dokumentar)
- Summer of Sam (1999)
- He Got Game (1998)
- 4 Little Girls (1997) (Dokumentar)
- Get on the Bus (1996)
- Girl 6 (1996)
- Clockers (1995)
- Crooklyn (1994)
- Malcolm X (1992)
- Jungle Fever (1991)
- Mo' Better Blues (1990)
- Do the Right Thing (1989)
- School Daze (1988)
- She's Gotta Have It (1986)
- Joe's Bed-Stuy Barbershop: We Cut Heads (1983)